# Хонбанди
Хонбанди, Хан-банди (узб. Xonbandi) — плотина на территории Узбекистана. Сооружена в X веке у предгорья Нурата, в результате чего образовалось горное водохранилище ёмкостью 1,5 миллиона кубометров воды. Сделанная математическая раскладка на прочность свидетельствует, что учитывалось не только давление воды, но и возможные землетрясения.
Плотина Хонбанди является очень прочным сооружением. С северной, наружной стороны, она сделана ступенчатой, а с южной — с откосом под углом 80°.
Хонбанди было обнаружена ещё в 1950 году Я. Г. Гулямовым в горном ущелье Хан-банди хребта Пасттага, в 12—15 километров к северу от подножья Нуратинских гор, в районе Фариша. Когда-то бурные селевые потоки Османсая и Илончисая, стекающих с северного склона горы, пересекали Пасттаг и через ущелье Хан-банди разливались на обширных землях Кальтепинской степи, граничащей с периферией Кызылкумов. Это ущелье послужило наиболее удобным местом для строительства водохранилища для сбора селевых вод.
Самая узкая, каньонообразная часть ущелья была перегорожена плотиной длиной по верху 51,75 метров, по низу — 24,35 метров, высотой (ныне) — 15,25 метров, толщиной по верху — 2,30 метров, по низу — 8,20 метров. Плотина Хонбанди сложена из местного гранита на известковом растворе с примесью небольшого количества кварцевого песка.
Строители умело использовали естественные условия местности. Края плотины опирались на скалистые гранитные монолиты. Западный монолит очень остроумно использован для устройства девяти водоспусковых отверстий, рассчитанных на различный уровень воды в водоёме. Вода, выходившая из отверстий под большим напором, при падении могла повредить основание плотины. Во избежание этого, отверстия расположенные параллельно склону монолита, устроены с таким расчетом, чтобы вода падала сначала на монолит, а затем стекала в
русло сая. Водоспускные отверстия сверху имели стрельчатосводную форму. Ширина их в среднем 45—70 см, высота — 50 см — 1м.
Как известно, давление воды увеличивается пропорционально квадрату глубины водоема. Поэтому толщина плотины постепенно возрастает по отношению к верхнему бьефу — сухой откос её сделан ступенчатым. Примечательно, что по своему профилю Хонбанди нисколько не отличается от современных подпорных стен из бутовой кладки.
Плотина прекрасно сохранилась до наших дней. Однако чаша водохранилища заполнена наносами. По мнению Я. Г. Гулямова, прекращение жизни в Калтепинском оазисе произошло в период монгольского нашествия.